# دائرة عين الترك
دائرة عين الترك دائرة من دوائر ولاية وهران وعاصمتها عين الترك. وتضم بلديات عين الترك و المرسى الكبير و بوسفر و العنصر.